# Greg LeMond
Greg LeMond (ur. 26 czerwca 1961 w Lakewood) – amerykański zawodowy kolarz szosowy, czterokrotny medalista mistrzostw świata i trzykrotny zwycięzca Tour de France.

## Kariera
W 1986 roku został pierwszym nieeuropejskim cyklistą, który wygrał Tour de France. Wyścig dookoła Francji wygrał również w latach 1989 i 1990, przechodząc jednocześnie do historii jako jeden z ośmiu zawodników, którzy wygrali najsłynniejszy na świecie wyścig kolarski co najmniej trzy razy. Szczególnie wygrana w roku 1989 zasługuje na uznanie z trzech powodów: aerodynamicznej kierownicy zastosowanej po raz pierwszy w historii w kolarstwie szosowym zwanej do dziś lemondką; sukces ten odniósł po dwuletniej przerwie w karierze spowodowanej ciężkim postrzałem na polowaniu; legendarnym 8 sekundom przewagi nad Francuzem Laurentem Fignonem, które uzyskał na ostatnim etapie Touru (wówczas była to czasówka z Wersalu do Paryża długości 24,5 km), zapewniając sobie zwycięstwo w wyścigu. Jest to do dziś najmniejsza przewaga w klasyfikacji generalnej pomiędzy pierwszym a drugim zawodnikiem. W 1985 roku był drugi, a rok wcześniej trzeci w klasyfikacji generalnej. W 1984 roku zdobył także maillot blanc. Łącznie we wszystkich startach w TdF wygrał siedem etapów, w tym pięć indywidualnych i dwie drużynowe jazdy na czas.
Siedmiokrotnie startował w Giro d’Italia, najlepszy wynik osiągając w 1985 roku, kiedy był trzeci w klasyfikacji generalnej, za Francuzem Bernardem Hinaultem i Włochem Francesco Moserem. Rok później wygrał jeden etap, ale ostatecznie był czwarty, przegrywając walkę o trzecie miejsce z Moserem. W 1983 roku wziął też udział w Vuelta a España, ale wycofał się po siedemnastym etapie. Ponadto był też między innymi pierwszy w Circuit de la Sarthe w 1980 roku, Coors Classic w 1981 roku, pierwszy w Tour de l’Avenir, drugi w Tour Méditerranéen i trzeci w Tirreno-Adriático w 1982 roku, pierwszy w Critérium du Dauphiné oraz drugi w Giro di Lombardia i Chrono des Nations w 1983 roku, trzeci w Liège-Bastogne-Liège i Critérium du Dauphiné w 1984 roku, pierwszy w Coors Classic i drugi w Vuelta al País Vasco w 1985 roku, drugi w Mediolan-San Remo oraz trzeci w Paryż-Nicea i Tour de Suisse w 1986 roku, a także drugi w Mistrzostwach Zurychu w 1990 roku.
Pierwszy medal na międzynarodowej imprezie zdobył w 1982 roku, kiedy podczas mistrzostw świata w Goodwood był drugi w wyścigu ze startu wspólnego. W zawodach tych wyprzedził go jedynie Włoch Giuseppe Saronni, a trzecie miejsce zajął Irlandczyk Sean Kelly. Na rozgrywanych rok później mistrzostwach świata w Altenrhein w tej samej konkurencji był najlepszy. Wynik ten powtórzył na mistrzostwach świata w Chambéry w 1989 roku, a podczas mistrzostw świata w Giavera del Montello w 1985 roku ponownie był drugi. Przegrał tam tylko z Holendrem Joopem Zoetemelkiem.
Nigdy nie wystąpił na igrzyskach olimpijskich. Zakończył karierę kolarską w 1994 r.
4 grudnia 2020 - w uznaniu jego wkładu w Naród, jako sportowca, aktywisty, wzoru do naśladowania i przywódcy społeczności - został uhonorowany Złotym Medalem Kongresu (Congressional Gold Medal) - jednym z najwyższych odznaczeń cywilnych w Stanach Zjednoczonych.
Bibliografia
- Profil na cyclingarchives.com (ang.)
- Profil na the-sports.org (ang.)
- Starty w Tour de France (fr.)